# William Price (médecin)
Pour les articles homonymes, voir William Price et Price.
William Price (4 mars 1800 – 23 janvier 1893) est un médecin gallois connu pour son soutien au nationalisme gallois, le chartisme et son implication dans le mouvement religieux néo-druidique. Il est reconnu comme l'une des figures les plus importantes du Pays de Galles du XIXe siècle et l'une des plus inhabituelles de la Grande-Bretagne victorienne,.
Né dans une famille modeste du Glamorganshire, au Pays de Galles, Price suit une formation de médecin à Londres avant de retourner au Pays de Galles, s'intéressant aux idées des chartistes concernant l'égalité des droits démocratiques pour tous les hommes. À la suite du soulèvement raté de 1839, il échappe aux poursuites du gouvernement en s'enfuyant en France, où il se persuade qu'une ancienne prophétie prédisait qu'il retirerait le Pays de Galles de la domination anglaise.
De retour au Pays de Galles, Price essaie de faire revivre ce qu'il croit être la religion des anciens druides, les spécialistes des rituels celtiques de l'âge du fer d'Europe occidentale. Ce faisant, il devient l'un des plus éminents partisans du mouvement néo-druidique, une tendance qui s'est développée depuis les activités du nationaliste gallois Iolo Morganwg, à la fin du XVIIIe siècle. Après avoir incinéré son fils mort en 1884, Price est arrêté et traduit en justice par ceux qui croient que la crémation est illégale en Grande-Bretagne. Il soutient alors avec succès qu'aucune loi ne l'interdit spécifiquement, ce qui ouvre la voie au Cremation Act de 1902. À sa mort, il est incinéré au cours d'une cérémonie comportant 20 000 spectateurs.
Reconnu pour adhérer à des principes tels que l'égalité des droits démocratiques pour tous les hommes, le végétarisme, la crémation et l'abolition du mariage, dont certains étaient très controversés à l'époque, il a été qualifié d'"excentrique" et de "radical".
Depuis sa mort, certains se souviennent de lui comme « l'un des plus grands Gallois de tous les temps ». Une exposition permanente et une statue sont visibles dans la ville de Llantrisant où il a vécu une grande partie de sa vie.

## Biographie

### Premiers pas 1800–1821

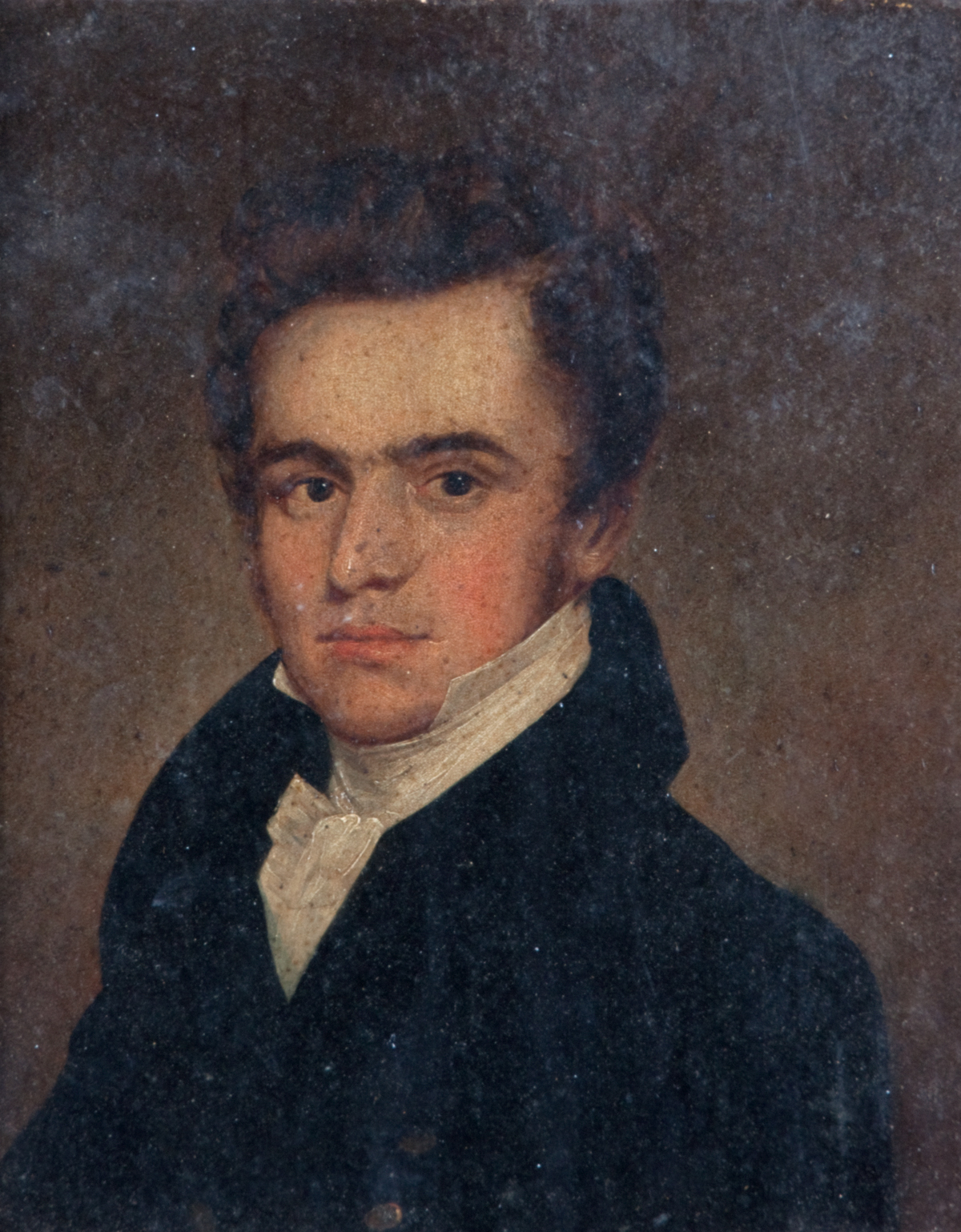
Price en 1822, pendant ses études médicales.

William Price est né dans un chalet de la ferme Ty'n-y-coedcae ("la petite propriété du champ couvert, tyddyn + y + coetgae") à côté de Rudry, près de Caerphilly dans le Glamorganshire, le 4 mars 1800.
Son père, également nommé William Price (1761–), était un prêtre ordonné de l'Église d'Angleterre qui avait étudié à Jesus College (Oxford). Sa mère, Mary Edmunds (1767–1844), était une Galloise sans instruction qui avait été servante avant son mariage. Leur union conjugale était controversée parce que Mary était d'un statut social inférieur à William, ce qui était socialement tabou dans la société britannique de la fin du XVIIIe siècle. Le couple a eu trois autres enfants, Elisabeth (1793–1872), Mary (1797–1869) et Ann (1804–1878).
L'aîné des Price souffrait d'une maladie mentale non diagnostiquée, agissant de manière erratique et éprouvant des accès de rage violente. Il se baignait entièrement vêtu ou nu dans les étangs locaux et ramassait des serpents dans ses poches et les y gardait pendant des jours. Transportant une scie, il enlevait l'écorce des arbres, puis la brûlait en marmonnant certains mots, crachant également sur des pierres, croyant que cela améliorait leur valeur. Il est devenu une menace pour la communauté locale, dans un cas en tirant avec une arme à feu sur une femme qui, selon lui, prenait des branches de sa haie, et dans un autre en lançant un instrument tranchant sur un homme.
À la maison, le Welsh est la langue principale de William, mais il apprend à parler anglais à l'école qui était située à trois kilomètres de son domicile, à Machen.
Bien qu'il ne soit resté à l'école que trois ans, entre 10 et 13 ans, il a réussi la plupart des examens et s'est avéré un élève performant. Après être resté six mois à la maison, il décide de devenir médecin malgré l'insistance de son père pour qu'il devienne avocat.
En déménageant à Caerphilly, en 1814, il devient l'apprenti du chirurgien à succès Evan Edwards, et paye ses frais de scolarité avec de l'argent fourni par divers membres de la famille. L'un de ces bienfaiteurs, son oncle le révérend Thomas Price de Merriott, Somerset, lui conseille de renoncer à cette formation, arguant que cela mettait trop de pression financière sur la famille de Price, mais William persévère.
En 1820, l'apprentissage de Price avec Edwards prend fin et, malgré son manque de fonds, il s'installe à Londres pour poursuivre ses études. Prenant un logement près de la cathédrale Saint-Paul, il entre à l'Hôpital de Londres, à Whitechapel, pour une année d'instruction sous l'égide de Sir William Blizard. Il s'inscrit également au St Bartholomew's Hospital, où il est sous la direction du chirurgien John Abernethy, s'occupant de clients fortunés pour financer ses études.
Price devient finalement membre du Collège royal de chirurgie, recevant un certificat signé par Blizard, Abernathy et d'autres. Envisageant de voyager en Inde après ses études à Londres, il décide finalement de retourner au Pays de Galles où il exerce comme médecin généraliste.

### Nationalisme gallois et chartisme: 1821–1839
Devenu médecin confirmé, Price retourne au Pays de Galles, s'installe dans son cabinet médical de Craig yr Helfa à Glyntaff, et y reste sept ans,.
Il loue la ferme Porth y Glo à Upper Boat. Il remplit la ferme de chèvres et de bétail, mais il est expulsé. Il déménage ensuite  dans la Taff Valley, nouvellement industrialisée, près de Pontypridd. En 1823, la main-d'œuvre locale l'élit chirurgien en chef à la Brown Lenox Chainworks de Pontypridd. Il reste dans cet emploi jusqu'en 1871,.
En juin 1823, il est nommé conseiller médical de la riche famille Crawshay propriétaire des forges de Merthyr et Treforest. En passant du temps à Treforest, "une ville révolutionnaire", il subit l'influence croissante de la gauche politique. Fier nationaliste gallois, Price trouve des amis partageant les mêmes idées dans une autre famille riche, les Guests. Il prononce un discours sur l'histoire et la littérature galloises à leur Royal Eisteddfod en 1834, d'après Lady Charlotte Guest, "l'un des discours les plus beaux et les plus éloquents jamais entendus". Sur cette base, il est invité à prendre le poste de juge du concours bardique de l'Eisteddfod, le prix étant décerné à Taliesin, fils du célèbre druide et nationaliste gallois Iolo Morganwg.

Une émeute chartiste.

Price s'intéresse de plus en plus aux activités culturelles galloises dont celles influencées par le mouvement néo-druidique. Il rejoignit la Society of the Rocking Stone, un groupe néo-druidique qui se réunit au cercle de pierres Y Maen Chwyf à Pontypridd ; en 1837, il devient l'un de ses principaux membres. Pour encourager la renaissance de la culture galloise, il donne des cours de langue galloise tous les dimanches, car il craint qu'elle ne s'éteigne avec la diffusion de l'anglais.
En 1838, il appelle à lever des fonds pour construire un musée druidique dans la ville ; les recettes seraient utilisées pour gérer une école gratuite pour les pauvres. Il est soutenu dans cette entreprise par Francis Crawshay, un membre de la famille Crawshay, mais n'obtient pas suffisamment de sponsors pour permettre au projet d'aller de l'avant. En colère, il publie une déclaration dans un journal local, disant aux gens qu'ils ignoraient "vos ancêtres immortels, à qui vous devez votre existence même, en tant que peuple civilisé",.
Pendant ce temps, la conscience sociale de Price le conduit à devenir une figure importante du mouvement local chartiste qui se répand alors dans le pays, soutenant l'idée que tous les hommes devraient avoir le droit de vote, quelle que soit leur richesse ou leur statut social. Beaucoup de chartistes dans les zones industrielles du sud du Pays de Galles ont pris les armes pour se préparer à une révolution contre le gouvernement et Price les aide à acquérir de telles armes. Selon les rapports du gouvernement, en 1839, il a acquis sept pièces d'artillerie de campagne. Cette même année, le Newport Rising a lieu : de nombreux chartistes et partisans de la classe ouvrière se soulèvent contre les autorités. Ils sont écrasés par des soldats, des révolutionnaires sont tués. Price avait reconnu que cela se produirait, ni lui ni ses partisans ne se sont joints à la rébellion ce jour-là. Néanmoins, il savait que le gouvernement entamerait une répression contre les personnes impliquées dans le mouvement chartiste, en représailles au soulèvement. Il s'est donc enfui en France, déguisé en femme.

### Price archidruide: 1840–1882
Pendant son exil temporaire de dissident politique à Paris Price visite le musée du Louvre, il vit alors ce qui a été décrit comme « un tournant dans sa vie religieuse ». Ils'intéresse à une pierre portant une inscription grecque qui, selon lui, représentait à tort un ancien barde celtique s'adressant à la lune. Il interprète l'inscription comme une prophétie donnée par un ancien prince gallois nommé Alun, déclarant qu'un homme viendrait à l'avenir révéler les vrais secrets de la langue galloise et libérer le peuple gallois. Cependant, l'historien Ronald Hutton remarquera plus tard que "personne d'autre n'avait entendu parler de cette personne, ni fait (quelque chose comme) la même interprétation de l'inscription". Néanmoins, Price a estimé que cette prophétie s'appliquait à lui et qu'il devait retourner au Pays de Galles pour libérer son peuple des Anglais.

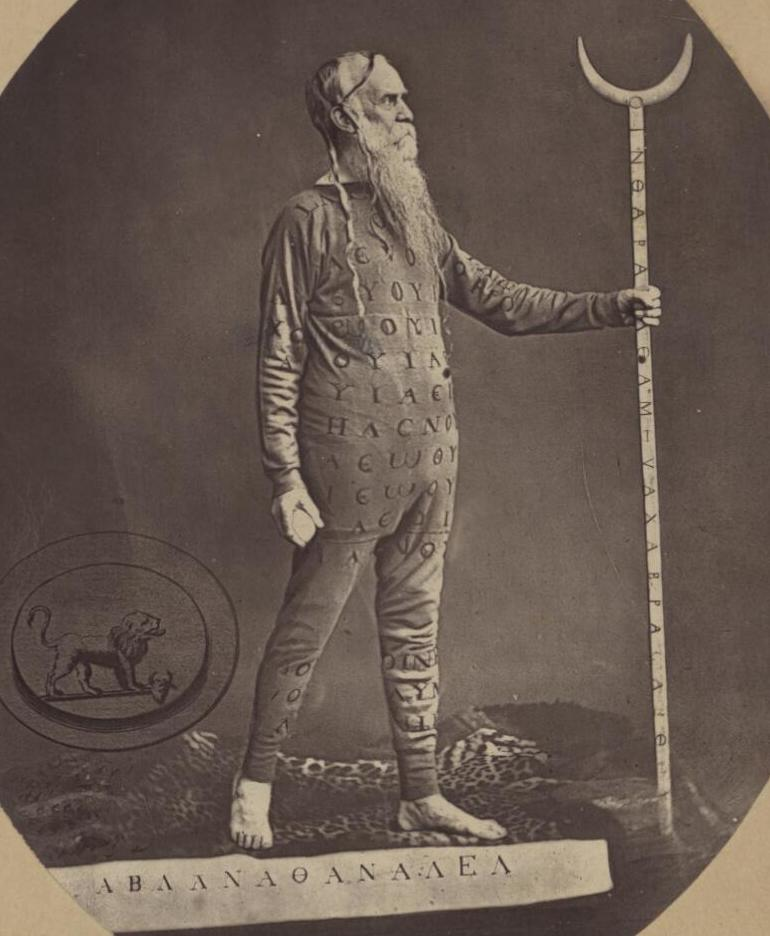
Photo de Price en formation en 1884. Son attrait pour le druidisme.

Bientôt de retour au Pays de Galles, Price s'est érigé en druide, fondant un groupe religieux druidique qui a attiré un certain nombre d'adeptes. On sait peu de choses sur les doctrines spécifiques qu'il a prêchées, mais ses disciples se promenaient avec des bâtons gravés de chiffres et de lettres. Déclarant que le mariage était mauvais car il asservissait les femmes, il a commencé à avoir une relation avec une femme nommée Ann Morgan, avec qui il a emménagé, et en 1842 elle lui a donné une fille. Il baptisa lui-même cet enfant à la pierre à bascule de Pontypridd, la nommant Gwenhiolan Iarlles Morganwg (qui signifie « Gwenhiolan, comtesse de Glamorgan »).
Il a commencé à développer une apparence qui n'était pas conventionnelle à l'époque, par exemple porter un chapeau en fourrure de renard et des vêtements vert émeraude, ainsi que se faire pousser la barbe longue et ne pas se couper les cheveux. Il a également commencé à tenter d'organiser des événements druidiques, en organisant un eisteddfod à Pontypridd en 1844, mais personne ne s'est présenté, et ainsi, solitairement, il a initié sa fille comme barde. En 1855, il dirige ensuite un défilé de lOrdre Philanthropique des Vrais Ivoiriens, une société amicaliste qui tenait à une philosophie du nationalisme gallois, à travers les rues de Merthyr Tydfil, accompagné par un homme à moitié nu se faisant appeler Myrddin (le nom gallois de Merlin) et une chèvre

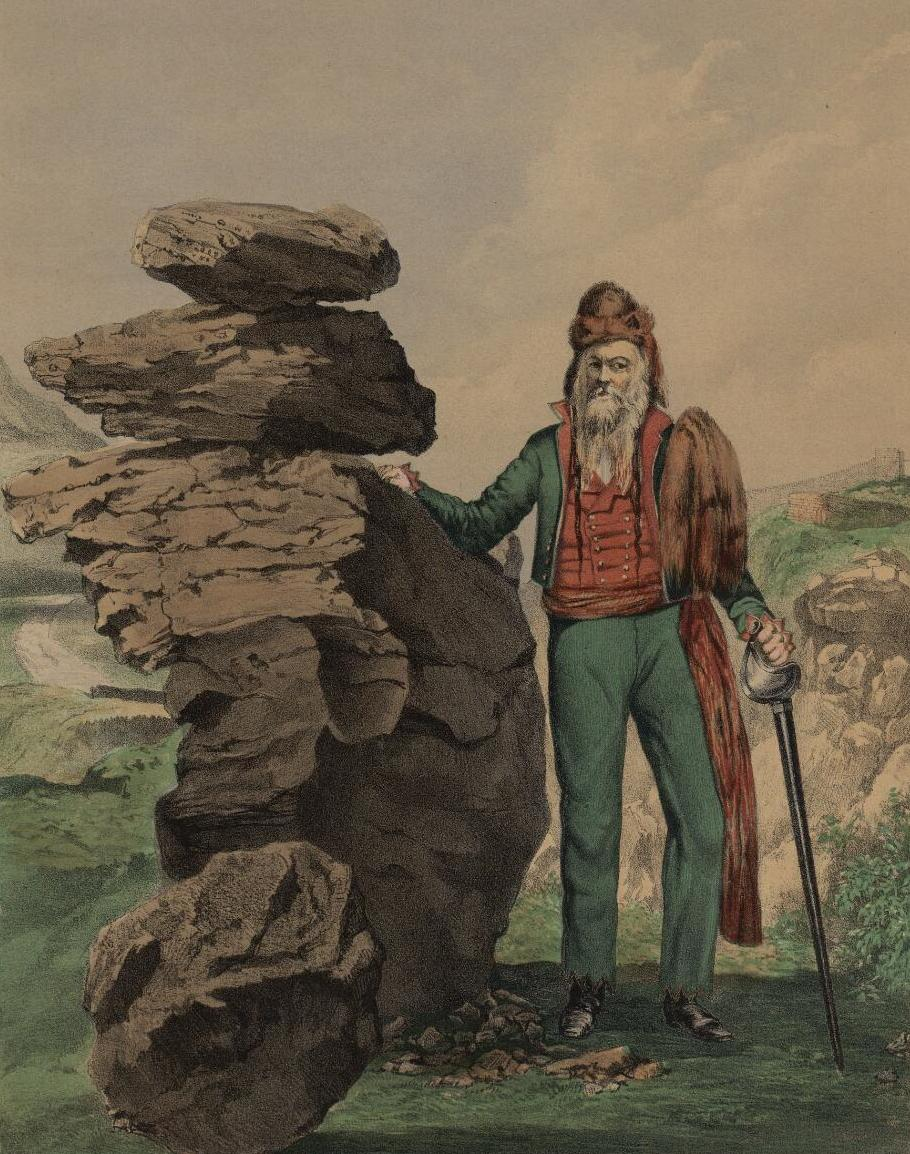
Portrait de William Price en 1861.

Revenant à son ancienne idée de construire un musée et une école à Pontypridd, un propriétaire foncier local, Sir Benjamin Hall, voulant encourager la renaissance de la culture galloise, lui permet d'utiliser sa propre terre. Price et les Halls se disputent par la suite, le projet est abandonné. Laissé avec les dettes du projet avorté, Price s'échappe une fois de plus en France en 1861. À cette époque, il commence à écrire dans la presse nationale, faisant des déclarations exagérées sur lui-même et l'histoire galloise, affirmant par exemple qu'il est le seigneur du sud gallois et que "Tous les livres grecs sont les œuvres des bardes primitifs, dans notre propre langue !!!!!!!… Homère serait né dans le hameau de Y Van près de Caerphilly. Il aurait construit le château de Caerphili… les plus anciens livres chinois confirmeraient le fait" !!
En 1866, Price retourne au Pays de Galles, découvrant que sa fille a grandi pour vivre sa propre vie après la mort de sa mère, Ann Morgan. Il s'installe dans la ville de Llantrisant où il ouvre un nouveau cabinet médical, qui se révèle être un succès. Il prend finalement la fille d'un jeune fermier, Gwenllian Llewelyn, (1859–1948) qui à l'époque n'avait que vingt et un ans, pour être sa nouvelle partenaire, malgré le fait qu'il était un vieil homme à cette époque.
Malgré ses déclarations antérieures contre le mariage, il organise une cérémonie de mariage druidique au cours de laquelle il épouse Gwenllian le 4 mars 1881, le jour de son  81e anniversaire. Se déroulant au Rocking Stone à Pontypridd, Price s'adresse au soleil à midi, et des femmes habillées en  Three Graces sont impliquées. La cérémonie attire un large public qui, selon les rapports, trouve toute la procédure amusante. En 1871, il publie un livre, écrit dans sa propre forme inventée de gallois, qu'il croyait être la vraie langue de l'ancien gallois. Dans l'œuvre, dont le titre se traduit par « La Volonté de mon Père », Price conceptualise l'univers créé à partir d'un œuf de serpent par un Dieu Père suprême. Cependant, ce travail est largement ignoré à l'époque et tombe rapidement dans l'oubli.

### Fin de vie et promotion de la crémation: 1883–1893
Le premier enfant de Gwenllian et Price naît le 8 août 1883, un fils que Price nomme Iesu Grist (le Gallois pour Jésus-Christ), dans un acte de provocation contre la religion de l'époque, et aussi parce qu'il attend de grandes choses de son enfant. Cependant, l'enfant meurt cinq mois plus tard, le 10 janvier 1884. Croyant qu'il était mal d'enterrer un cadavre, polluant ainsi la terre, Price décide d'incinérer le corps de son fils, un acte qui à l'époque était tabou, même si dans tout le pays il y en avait déjà plusieurs partisans, comme une forme d'élimination des cadavres. Il célèbre les funérailles en début de soirée du dimanche 13 janvier 1884, au sommet d'une colline d'un côté de Llantrisant. Des habitants de la région remarquent le foyer. Après avoir découvert que Price tentait de brûler son fils en bas âge, ils s'en insurgent. Il est sauvé d'une foule en colère par la police, qui l'arrête. Le corps de son fils, qui n'avait pas encore été englouti par les flammes, est retiré du bûcher.

Une autopsie est pratiquée sur le corps d'Iesu par un médecin local qui conclut que l'enfant est mort de causes naturelles et n'a pas été assassiné. Price n'est donc pas inculpé d'infanticide, mais est  jugé dans une salle d'audience de Cardiff pour avoir pratiqué l'incinération plutôt que l'inhumation, ce que la police juge illégal. Price soutient que si la loi n'indique pas que la crémation est légale, elle n'indique pas non plus qu'elle est illégale. Le juge Stephen (1829–1894) est d'accord. Price est libéré et retourne à Llantrisant pour trouver une foule de partisans acclamant sa victoire. Le 14 mars, il a finalement pu donner à son fils une crémation, invoquant ses propres prières druidiques personnelles. L'affaire a créé un précédent qui, avec les activités de la société récemment fondée Cremation Society of Great Britain, conduit au Cremation Act 1902. En 1885, la première crémation officielle des restes de Jeanette Pickersgill (1814–1885) a lieu au crématorium de Woking et dix incinérations sont réalisées l'année suivante. Un crématorium ouvre à Manchester en 1892, suivi d'un autre à Glasgow en 1895, Liverpool en 1896 et Birmingham en 1903.
L'intérêt des médias pour le procès a vite rendu Price célèbre. Il a rapidement commencé à capitaliser sur cette renommée, vendant trois cents médailles, chacune représentant l'œuf cosmique et le serpent qui l'a pondu, commémorant sa victoire. Il les vend trois pence chacune. Il est invité à donner des conférences et à assister à des réunions publiques, mais celles-ci ne sont pas des succès particuliers, avec une grande partie de son public ne comprenant ni sa philosophie, ni sa tenue faite de tissu rouge brodé de lettres vertes.
À la fin de 1884, sa femme donne naissance à leur deuxième enfant, également appelé Iesu Grist. Le 27 mai 1886, elle lui donne une fille, Penelopen. Price croyait que son fils avait un avenir important après lui, étant la seconde venue prophétisée de Jésus-Christ, son homonyme. Il prédit qu'il régnerait sur la terre. Pendant ce temps, en 1892, il érige un poteau de plus de 60 pieds de haut, avec un symbole du croissant de lune à son apogée, au sommet de la colline où son premier fils a été incinéré. Il annonce qu'il souhaite que ses funérailles aient lieu là aussi.
Price est décédé à son domicile de Llantrisant dans la nuit du 23 janvier 1893. Ses derniers mots, quand il se savait proche de la mort, furent : "Apportez-moi un verre de champagne". Il boit le champagne et meurt peu de temps après. Le 31 janvier 1893, William Price est incinéré sur un bûcher de deux tonnes de charbon, conformément à sa volonté, sur le même flanc de coteau surplombant Llantrisant. L'incinération est regardée par 20 000 personnes et supervisée par sa famille qui portait un mélange de vêtements traditionnels gallois et de ses propres vêtements druidiques. Sa femme se remarie avec un inspecteur des routes employé par le conseil local. Elle abandonne ses croyances druidiques pour rejoindre une religion chrétienne conventionnelle, y faisant baptiser ses deux enfants. Iesu Grist est rebaptisé Nicholas, ne réalisant jamais les prophéties ambitieuses que son père avait faites à son sujet.

## Croyances personnelles

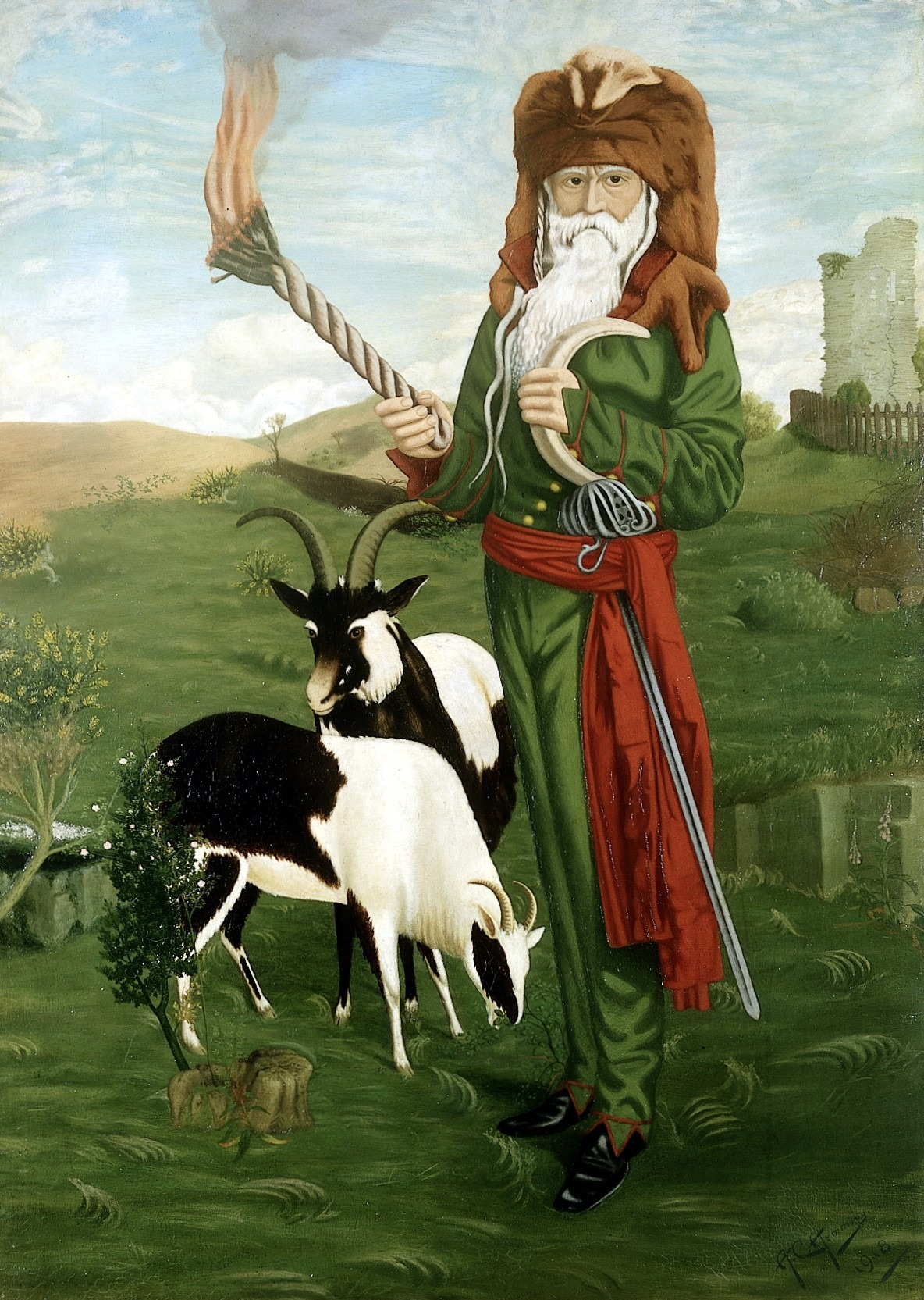
Price par A. C. Hemming, peinture à l'huile de 1918 (Wellcome Collection à Londres).

Price avait plusieurs croyances fermement ancrées qui allaient à l'encontre des normes sociales victoriennes de l'époque. Il a choisi de les promouvoir de la manière la plus « criante ». Le biographe Dean Powell le considérait comme "un franc-tireur et un rebelle" , mais ne savait pas si l'excentricité de Price était le résultat d'une maladie mentale ou non.
Comme un nudiste, Price refuse de porter des chaussettes, les jugeant insalubres, il lave des pièces de monnaie, craignant qu'elles ne soient une source de contamination croisée. Il s'oppose à la vaccination, en partie à cause du décès de son frère à la suite d'une inoculation, il refuse de soigner des patients fumeurs de tabac. Il est partisan du végétarisme, croyant que manger de la viande " faisait sortir la bête chez l'homme ", et dénonce la vivisection. Price s'oppose au mariage qu'il considérait comme l'esclavage des femmes, préconisant plutôt l'amour libre. Price soutient que de nombreux compagnons de pratique n'étaient rien d'autre que des « colporteurs de poison », faisant leur argent en vendant de la drogue et profitant des malades plutôt que de s'attaquer à la cause de la maladie.
Price est également à l'origine de la construction des célèbres « maisons rondes » à Pontypridd. Il a convaincu un constructeur local qu'il possédait le terrain et que ces maisons rondes devaient être la porte d'entrée de son manoir. Il ne possédait ni la terre ni un manoir. [citation nécessaire]
Price croyait que la religion était souvent utilisée pour asservir les gens et méprisait les « prédicateurs moralisateurs ».
Ses croyances religieuses ont exercé une influence sur le mouvement druidique moderne. Michell le désigne comme un « chaman naturel ».

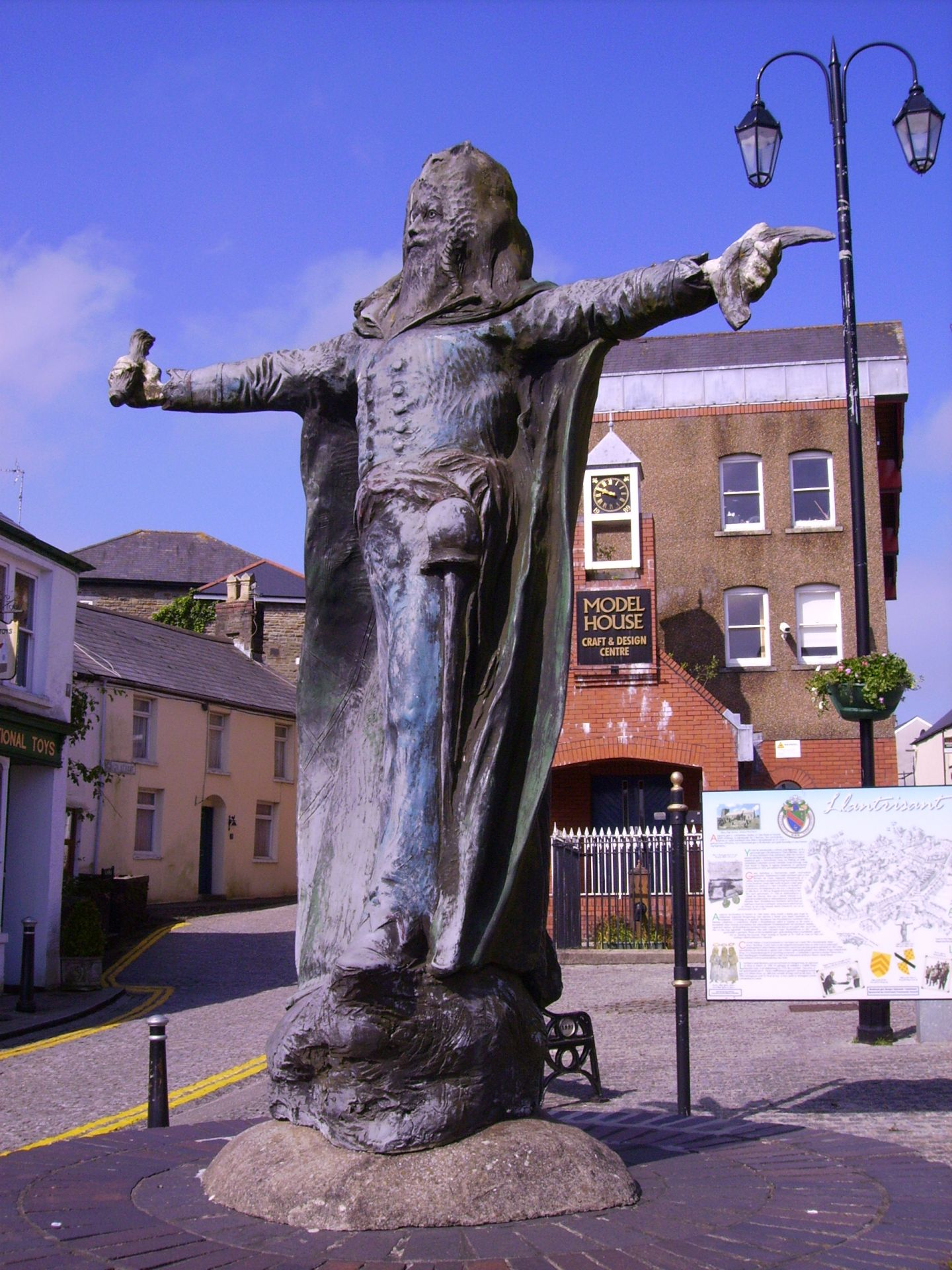
Statue de William Price à Llantrisant.

## Héritage
Peu de temps après la mort de Price, des ballades le commémorant ont été composées et diffusées dans toute la région pendant un certain nombre d'années. En 1896, une exposition commémorant sa vie a eu lieu à Cardiff, tandis qu'une brochure biographique a été publiée.
Une biographie plus significative de Price, écrite par Islwyn Nicholas, a été publiée en 1940 sous le titre A Welsh Heretic. En 1947, la Cremation Society a installé une plaque commémorative dans la ville de Llantrisant, tandis qu'une statue de lui a été dévoilée dans la ville en 1982, représentant le médecin dans sa coiffe caractéristique en peau de renard, les bras tendus. Cela a été suivi en 1992 d'un jardin commémoratif qui porte son nom. Une exposition permanente est ouverte dans le centre d'accueil de la ville.
Dans un livre de 1966 retraçant l'histoire de Llantrisant, l'auteur Dillwyn Lewis décrit Price comme « l'une des figures les plus controversées des temps modernes. »
L'historien Ronald Hutton le décrira plus tard comme « l'un des personnages les plus colorés de l'histoire galloise et l'un des plus remarquables de la Grande-Bretagne victorienne » tandis que son biographe Dean Powell le considère comme « l'individu le plus remarquable du Pays de Galles du XIXe siècle. »
Une plaque commémorative est dévoilée au Rudry Parish Hall en 2001, pour marquer son lieu de naissance à proximité. Brian Davies, l'ancien conservateur du Pontypridd Museum, a déclaré à propos de Price: "C'était un homme remarquable, il soutenait l'éducation gratuite pour les pauvres, il a financé le premier magasin coopératif local, il a exploité un modèle commercial de style NHS chez ses médecins. Exerçant en chirurgie pendant 50 ans, il a soutenu le mouvement pour la réforme sociale et a été un pionnier de la médecine, pour ne citer que quelques-unes de ses nombreuses contributions en faveur de la société. Il est vital que les personnages historiques soient commémorés et je suis ravi que la plaque verte du Dr Price si caractéristique soit située près de son lieu de naissance à  Waterloo".
En 2020, l'acteur américain Robert Downey Jr. cite le Dr William Price comme une source d'inspiration pour son interprétation de Dr Dolittle dans la nouvelle adaptation hollywoodienne « Dolittle». Downey Jr. a été sévèrement critiqué pour son accent gallois : « ... Mais quand un acteur hollywoodien essaie de le faire avec un accent gallois inspiré par un druide nudiste victorien, il vaut peut-être mieux qu'il ne parle pas du tout ».

### Sources
(en) Cyril Bracegirdle, Dr. William Price: Saint or Sinner?, Gwasg Carreg Gwalch, 1997 (ISBN 978-0-86381-434-1)
(en) Ronald Hutton, Blood and Mistletoe: The History of the Druids in Britain, New Haven, CT, Yale University Press, 2009 (ISBN 978-0-300-14485-7)
(en) Dillwyn Lewis, The History of Llantrisant, Beddau Centenary Committee, 1966
(en) John Michell, Eccentric Lives and Peculiar Notions, London, Thames & Hudson, 1984 (ISBN 978-0-7474-0353-1, lire en ligne )
(en) Dean Powell, Eccentric: The Life of Dr. William Price, Llantrisant, Wales, Dean Powell, 2005 (ISBN 978-0-9550854-0-6)